# The Kinsman
The Kinsman è un film muto del 1919 diretto e interpretato da Henry Edwards

## Trama
Un cockney si fa passare per un suo sosia che pensa sia annegato. Ma l'uomo si è salvato e ora si fa passare per l'autista.

## Produzione
Il film fu prodotto dalla Hepworth.

## Distribuzione
Distribuito dalla Butcher's Film Service, il film uscì nelle sale cinematografiche britanniche nel giugno 1919.
Si pensa che sia andato distrutto nel 1924 insieme a gran parte degli altri film della Hepworth. Il produttore, in gravissime difficoltà finanziarie, pensò in questo modo di poter almeno recuperare l'argento dal nitrato delle pellicole.